# Дунс Скот, Иоанн
Блаженный Иоа́нн Дунс Скот (лат. Ioannes Duns Scotus, также Джон Дунс Скот, англ. John Duns Scotus; 1266, Duns, Шотландия[…] — 8 ноября 1308, Кёльн, Куррейнский округ) — шотландский теолог, философ, схоластик и францисканец.
Наряду с Фомой Аквинским и У. Оккамом, Дунс Скот, как правило, считается наиболее важным философом-теологом Высокого Средневековья. Он оказал значительное влияние на церковную и светскую мысли. Среди доктрин, сделавших Скота известным, — такие, как: «univocitas entis», где существование — наиболее абстрактное понятие, применимое ко всему существующему; формальное различие — способ отличия различных аспектов одного и того же; идея конкретности (haecceitas) — свойства, присущего каждой отдельной личности и наделяющего её индивидуальностью. Скот также разработал комплекс аргументов в пользу существования Бога и доводы в пользу Непорочного зачатия Девы Марии.
По мнению В. С. Соловьёва, он последний и самый оригинальный представитель золотого века средневековой схоластики и в некоторых отношениях предвестник иного мировоззрения. Получил прозвище Doctor subtilis («Доктор тонкий») за проникающий, тонкий образ мысли.
Дунс Скот внёс вклад в классическую логику, сформулировав закон, названный потом в его честь.

## Жизнь
Сведения о жизни Дунса Скота имеют наполовину легендарный характер.
Родился Скот, по всей вероятности, в Дунсе (южная Шотландия); по другим предположениям — в Нортамберленде или Ирландии. Дата рождения также наверняка неизвестна — примерно в 1260—1274 годах.
По преданию, в первой молодости Дунс Скот казался чрезвычайно тупоумным и лишь после таинственного видения начал обнаруживать свои богатые духовные силы. Кроме богословия и философии, он приобрёл обширные сведения в языкознании, математике, оптике и астрологии.
Точно известно, что он преподавал богословие сначала в Оксфорде, а затем в Париже. Здесь же, в Париже, в 1305 году защитил докторскую диссертацию, в которой отстаивал (против доминиканцев-томистов) изначальную Непорочность Девы Марии. По легенде, в этом диспуте произошло чудо в пользу Скота: мраморная статуя Богородицы одобрительно кивала ему головою. Исторически достоверно, что парижский факультет признал его доводы настолько убедительными, что тогда же постановил впредь требовать ото всех ищущих учёной степени клятвенного исповедания веры в Непорочное зачатие (за пять с половиной веков до провозглашения этого догмата папой Пием IX). Вызванный в Кёльн по церковным делам, Дунс Скот скончался там от инсульта, как полагают, в 1308 году.
Существует миф, будто Дунс Скот был похоронен заживо в отсутствие своего слуги, который знал о его предрасположенности к коме, однако эта версия смерти опровергается, в том числе в «Истории жизни и смерти» («Historia vitae et mortis») Фрэнсиса Бэкона.

## Система взглядов
Дунс Скот стал для францисканцев привилегированным учителем ордена (аналогичный статус имел Фома Аквинский для доминиканцев). При этом, однако, не доказано, что сам он был из монахов Франциска Ассизского, но францисканцы были привержены учению Скота вследствие существенной противоположности этого учения томизму.
Дунс Скот был, насколько этого допускали общие пределы схоластического миросозерцания, эмпириком и индивидуалистом, твёрдым в религиозно-практических принципах и скептиком относительно истин чисто умозрительных. Он не обладал и не считал возможным обладать стройной и всеобъемлющей системой богословско-философских знаний, в которой частные истины выводились бы априори из общих принципов разума. С его точки зрения, всё действительное познаётся только эмпирически, через своё действие, выпытываемое познающим. Внешние вещи действуют на нас в чувственном восприятии, и наше познание со стороны реальности своего содержания зависит от предмета, а не субъекта; с другой стороны, оно не может всецело зависеть от предмета, ибо в таком случае простое восприятие предмета или его присутствие в нашем сознании составляло бы уже совершенное познание, тогда как мы видим, что совершенство познания достигается лишь усилиями ума, обращаемыми на предмет. Наш ум не носитель готовых идей или пассивная «чистая доска» — он есть потенция мыслимых форм (Species intelligibilis), посредством которых он и преобразовывает единичные данные чувственного восприятия в общие познания.
То, что таким образом познаётся или мыслится умом в вещах, сверхчувственных данных, не имеет реального бытия отдельно от единичных вещей; также оно не есть наша субъективная мысль только, а выражает присущие предметам формальные свойства или различия. Так как различия сами по себе, без различающего ума, немыслимы, то объективное, независимое от нашего ума существование этих формальных свойств в вещах возможно лишь поскольку их первоначально различает другой ум — божественный.

### Теология
Резче других схоластиков различая веру и знание, Дунс Скот решительно отрицал подчинённое отношение наук к теологии. По Скоту, теология не есть наука умозрительная или теоретическая; она изобретение не для избежания неведения. При своём обширном объёме она могла бы содержать гораздо больше знаний, чем теперь в ней содержится. Однако её задача сводится не к этому, а к тому, чтобы посредством частого повторения одних и тех же практических истин побудить слушателей к исполнению предписанного. Теология есть врачевание духа (Medicina mentis): она основана на вере, имеющей своим прямым предметом не природу Божества, а волю Божию. Вера, как пребывающее состояние, её акты и последующее за ней «видение» суть состояния и акты не умозрительные, а практические. Теоретические познания о Божестве мы имеем лишь насколько это необходимо для нашего духовного благополучия; при этом Божество познаётся нами эмпирически через испытывание Его действий, частью в физическом мире, частью в историческом откровении. Бога мы не можем понимать, а только воспринимать в Его действиях. Соответственно этому Дунс Скот отвергал априорное онтологическое доказательство бытия Божия, допуская только космологическое и телеологическое.
Рассматривая мир и мировую жизнь в их положительных и отрицательных свойствах, разум познаёт Божество как совершенную первопричину, действующую целесообразно, но о собственной индивидуальной Божией действительности мы можем иметь лишь смутное познание. Внутренние определения Божества (единство, троичность и др.), сообщаемые в христианском вероучении, не могут быть выведены или доказаны разумом; также они не имеют характера истин самоочевидных, а принимаются лишь в силу авторитета их сообщающего. Однако, эти данные откровения, будучи свыше сообщены человеку, становятся затем предметом разумного мышления, извлекающего из них систематическое знание о вещах божественных. На этом основании Скот предаётся умозрениям о предметах веры, первоначально недоступных разуму.
Хотя Бог есть существо абсолютно простое (Simpliciter simplex), невыразимое ни в каком понятии, и, следовательно, Его атрибуты или совершенства не могут иметь в Нём особой реальности, они, однако, различаются формально. Первое такое различие — разума и воли; разумность Божия явствует из Его совершенной причинности, то есть из всеобщего порядка или связи мироздания, а воля доказывается случайностью единичных явлений. Ибо если эти явления в своей реальности не суть только следствия общего разумного порядка, а имеют независящую от него собственную причинность, которая тем не менее подчинена Богу как первой причине, то сама первая причина, помимо своего разумного действия, имеет ещё другое, произвольное, или существует как воля. Но как существо абсолютное, или совершенное в себе, Бог не может иметь разум и волю только по отношению к другому, тварному бытию. В Нём существуют две вечные внутренние процессии: разумная и волевая — ведение и любовь; первою рождается божественное Слово или Сын, второю изводится Святой Дух, а единое начало обеих есть Бог Отец.

Все вещи находятся в уме Божием как идеи, то есть со стороны своей познаваемости, или как предметы познания; но такое бытие не есть настоящее или совершенное, ибо, по Скоту, идеальность меньше реальности. Для произведения настоящей реальности к идеям ума (божественного) должна приходить свободная воля Божия, которая и есть окончательная причина всякого бытия, не допускающая дальнейшего исследования.
Порождение идеи в Боге — своего рода прелюдия к их сотворению во времени. Это учение очень близко учению о вечном рождении Премудрости: «В божественном интеллекте может пребывать только неизменное. Следовательно, всё то, что может возникнуть и быть произведено, Бог в силах на самом деле произвести и действительно производит сообразно собственной вечной и неизменной сущности каждой вещи, и её мы называем идеей. Итак, необходимо признать существование идей в божественном уме. Они же, как представляется, суть не что иное, как сами объекты, от века мыслимые Богом, которые сначала через акт умопостижения получают умопостигаемое бытие, а по их подобию смогут быть воспроизведены и образованы другие. Очевидно, что именно так совокупность вещей в действительности приняла бытие»].. <…>Таким образом, в Боге действительно существует целый мир умопостигаемых сущих. По словам самого Дунса Скота, «istud videtur consonare cum dicto Platonis…» [«это, по-видимому, согласуется со сказанным у Платона…»] Этьен Жильсон. Дух средневековой философии
В метафизике Дунса Скота характерны его взгляды на материю и его понимание индивидуации. Он понимает всеобщность отрицательно — не как полноту всех определений, а напротив, как их отсутствие: самое общее бытие для него есть самое неопределённое, пустое; таковым он признаёт материю саму по себе (Materia prima). Он не разделяет взглядов ни Платона («материя есть не-сущее (to mh on)»), ни Аристотеля («материя есть только потенциальное бытие (to dunmei on)»): по Скоту, материя актуально выделяется из ничего и есть действительный предел творения. Всё существующее, кроме Бога, слагается из материи и формы. Существование материи или её реальность независима от формы, которой определяется только качество материального бытия. Различные подразделения материи, различаемые Скотом, выражают только различные степени определённости, которую материя получает от своего соединения с формой; сама она везде и всегда одна и та же. Таким образом, понятие материи у Дунса Скота совпадает с понятием всеобщей субстанции — единого реального субстрата всех вещей. Поэтому неудивительно, что, вопреки всем схоластическим авторитетам, Скот приписывал материальность человеческим душам и ангелам. Весьма замечателен следующий аргумент: чем какая-нибудь форма совершеннее, тем она действительнее (актуальнее), а чем она актуальнее, тем сильнее внедряется она в материю и прочнее её с собою соединяет. Формы ангела и разумной души, однако, суть совершеннейшие и актуальнейшие и, следовательно, всецело соединяют с собою материю, а потому и не подвергаются количественному распадению, так как имеют свойство силы единящей.

### Космология
Полагая в основу всего существующего в мире единую неопределённую материю или субстанцию и понимая совершенство как форму всецело овладевшую материей и определившую её, Дунс Скот представлял себе мироздание как постепенное восхождение от общего к индивидуальному, от слитного к раздельному, от неопределённого к определённому, от несовершенного к совершенному. Невольно соединяя схоластические понятия с древними образами северной мифологии, он сравнивает вселенную с огромным деревом, которого корень — первая материя, ствол — видимое вещество, ветви — физические тела, листья — организмы, цветы — человеческие души, а плоды — ангелы.
Дунс Скот, первым из философов христианского мира вставший в космологии на точку зрения генетическую, ясно и решительно высказал ту идею постепенного развития (снизу вверх), которая во всей своей односторонности была в наши дни разработана его соотечественником Гербертом Спенсером.
Представление вселенной как самостоятельного, из себя развивающегося целого, есть философская заслуга Дунса Скота, хотя он не сумел связать этой идеи с основными истинами теологии, в которые искренно верил. В каком действительном отношении формы природного бытия находятся к соответствующим идеям божественного ума? И далее: если идеи божественного ума становятся действительными вещами чрез привхождение к ним актов божественной воли, а с другой стороны, основа всякого реального бытия в мире есть всеобщая субстанция или первая материя, то спрашивается: в каком же отношении между собою находятся эти два первоначала всякой реальности? Удовлетворительного, в философском смысле, решения обоих этих вопросов нет у Дунса Скота.

### Антропология
В антропологии Д. Скота примечательны следующие положения:
- Человек есть совершеннейшее соединение совершеннейшей формы с совершеннейшей материей.
- Души творятся непосредственными актами воли Божией.
- Бессмертие души не может быть доказано разумом и принимается только верой.
- Душа не отличается реально от своих сил и способностей; они — не accidentia душевной субстанции, а сама душа, в определённых состояниях и действиях или в определённом отношении к чему‑либо.

Общим знаменателем к антропологическим тезисам Д.Скотта является уникальное понимание им индивидуального (Haecceitas= «этость»)

#### Примат индивидуального: Haecceitas
Отождествляя всеобщее с неопределённым в своей materia prima и видя в ней низшую ступень, minimum бытия, Дунс Скот естественно признавал положительный полюс бытия, maximum реальности, за существованием единичным или индивидуальным, как представляющим высшую степень определённости.
Вопреки большинству своих предшественников и современников в философии Дунс Скот понимал индивидуальность не как что‑то привходящее (accidens) к сущности, а как нечто существенное, само по себе (entitas).
Совокупность свойств, характеризующих Сократа и отвечающих на вопрос, что есть Сократ — т. н. у схоластиков quidditas — ещё не составляет индивидуального существа Сократа, как этого лица, ибо вся эта совокупность мыслимых свойств могла бы принадлежать нескольким субъектам в следовательно не есть настоящая индивидуальность этого субъекта, действительного Сократа. Эта последняя не есть что‑либо качественно определимое, она не может быть высказана как что-нибудь, а только указана как это.
Эта неизречённая индивидуальная сущность («этость») не есть ни материя, ни форма, ни сложное из обоих, а крайняя реальность всякого существа (ultima realitas entis). Ученики Дунса Скота изобрели для его principium individuationis название haecceitas в противоположность с quidditas.
Дунс Скотт полагал, что Бог творит каждого человека сугубо индивидуально, ставя при этом особый акцент на то, что человек отвечает перед Богом персонально — как уникальная личность.

### О свободе воли
Дунс Скот — один из немногих мыслителей, который вполне решительно и отчётливо признавал свободу воли, с исключением всякого детерминизма (из менее известных схоластиков предшественником его индетерминизма был Вильгельм Овернский (умер в 1249 г.), которому принадлежит определение: voluntas sui juris suaeque potestatis est). В этом он резко отличался от доминиканца Фомы Аквинского, поборника авторитета в ущерб частной воле.
Воля есть причина, которая может сама себя определять. В силу своего самоопределения воля есть достаточная или полная причина всякого своего акта. Поэтому она не подлежит никакому принуждению со стороны предмета. Никакое предметное благо не вызывает с необходимостью согласия воли, но воля свободно (от себя) соглашается на то или другое благо, и таким образом может свободно соглашаться на меньшее, как и на большее благо.
К примеру, целебная сила лекарства не является подлинной и единственной причиной, жёстко вынуждающей к тому, что человек его обязательно начнёт принимать — он волен отказаться от курса лечения лишь только потому, что «он так хочет=не хочет лечиться». Таким образом подлинная причина — исходное желание (или не желание) человека вылечиться, его «воление», но вовсе не знание об эффективности лекарства. Отказаться от лечения неразумно, иррационально? Да, и в этом суть: Дунс Скотт иррационален, в том смысле, что ставит волю, её свободу над диктатом рационального разума. Примат воли над разумом отличает «воление» Д.Скотта от томизма, в рамках которого воля послушно следует за разумом.
Наша воля не только есть настоящая причина наших действий, но и единственная причина самих хотений. Если воля в данном случае хотела того или другого, то этому нет никакой другой причины, кроме той, что воля есть воля, как для того, что тепло согревает, нет иной причины, кроме той, что тепло есть тепло, Замечательна по своей безукоризненной точности следующая краткая формула «утончённого доктора»: не иное что, как сама воля, есть полная (или цельная) причина хотения в воле (nihil aliud a voluntate est causa totalis volitionis in voluntate).

#### Примат воли над умом
С учением о свободе воли тесно связано учение о превосходстве воли над умом. Воля есть сила самоопределяющаяся и самозаконная, она может хотеть и не хотеть, и это зависит от её самой, тогда как ум определяется к своему действию (мышлению и познанию) с троякою необходимостью:
- собственною природою, в силу которой он есть только способность мышления, и не в его власти мыслить или не мыслить;
- данными чувственного восприятия, определяющими первоначальное содержание мышления,
- актами воли, обращающей внимание ума на тот или другой предмет и тем определяющей дальнейшее содержание и характер мышления.

Согласно с этим, Д. Скот различает первое разумение или мышление, определяемое природой ума и первоначальными предметными данными (intellectio s. cogitatio prima), и второе, определяемое волей (i. s. с. secunda). Акт ума должен находиться из власти воли, дабы она могла отвращать ум от одного мыслимого и обращать его к другому, ибо иначе ум остался бы навсегда при одном познании предмета, первоначально ему данного. Ум (в «первом мышлении») лишь предлагает воле возможные сочетания идей, из которых воля сама выбирает желательное ей и передаёт его уму для действительного и отчётливого познания. Таким образом, если ум бывает причиною хотения, то лишь причиной служебною относительно воли (causa subserviens voluntati).

### Этические взгляды

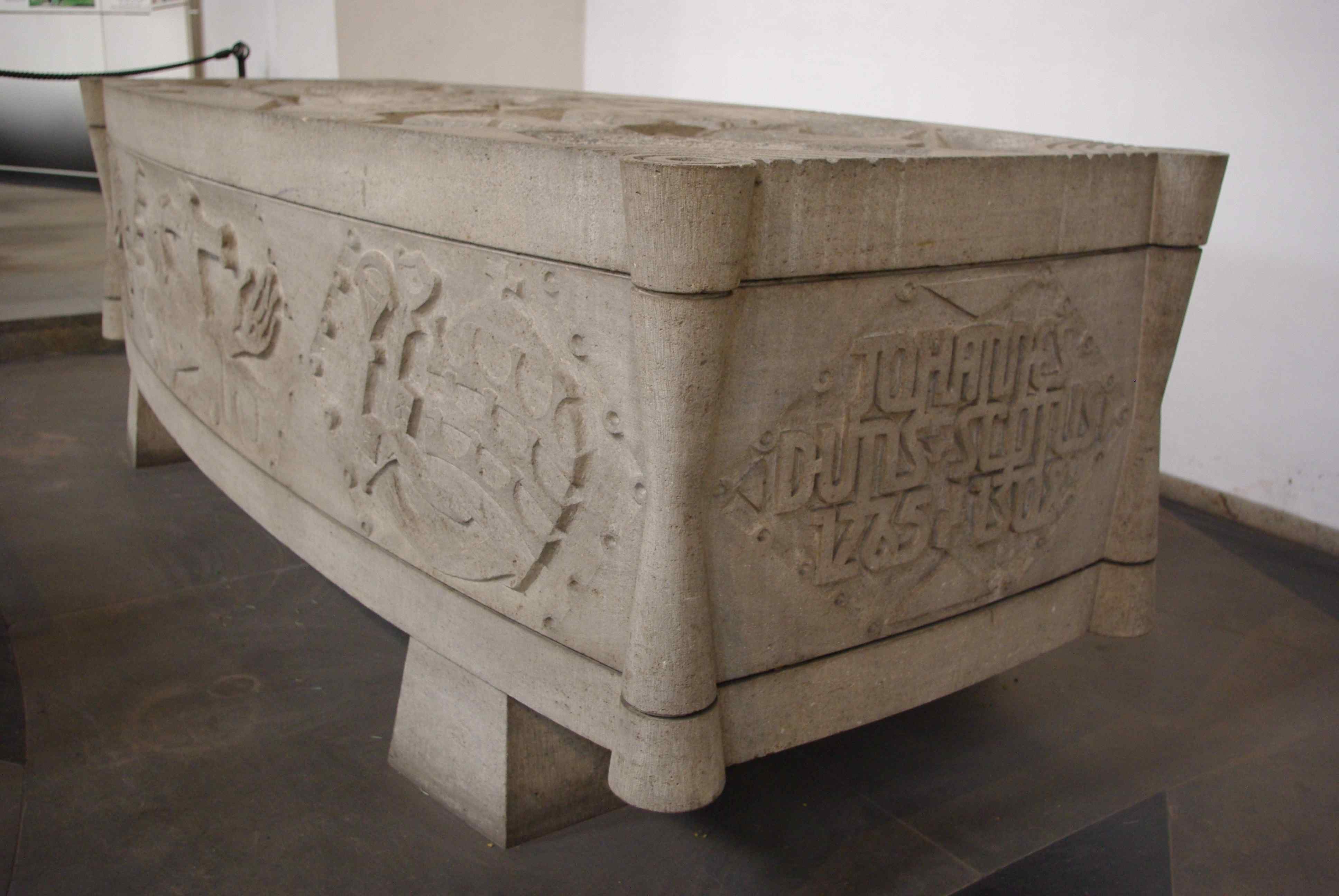
Могила Иоанна Дунса Скота

Все свои психологические рассуждения Д. Скот старается оправдать эмпирически, обращаясь к внутреннему опыту, как к высшей инстанции. Признание первенства воли над умом существенно предопределяет и этическое учение Д. Скота. Основание нравственности (как и религии) есть наше желание блаженства. Это желание удовлетворяется не в теоретической, а в практической области духа. Окончательная цель нравственной жизни или верховное благо (summum bonum) заключается не в созерцании абсолютной истины или Бога, как полагали Фома и большинство схоластиков, а в известном аффекте воли, именно в совершенной любви к Богу, реально нас с Ним соединяющей. Норма нравственности есть единственно Божья воля, предписывающая нам законы деятельности, как естественные, так и религиозно‑положительные. Праведность состоит в исполнении этих законов; грех есть функциональное нарушение праведности, а не какое-нибудь существенное извращение нашей души. Ничто, кроме Бога, не имеет собственного достоинства, а получает положительное или отрицательное значение исключительно от воли Божией, которую Д. Скот понимает как безусловный произвол. Бог хочет чего-нибудь не потому, что оно добро, а напротив, оно есть добро только потому, что Бог его хочет; всякий закон праведен лишь поскольку он принимается божественною волею. Единственно от произволения Божия зависело поставить условием нашего спасения воплощение и крестную смерть Христа; мы могли бы быть спасены и другими способами.

### Вклад в классическую логику
Закон Дунса Скота (Закон отрицания антецедента) допускает разные формулировки. Кратко его можно сформулировать так: «из лжи следует что угодно». То есть, исходя из заведомо ложного (или противоречивого) суждения, можно получить любое высказывание (в том числе суждение истинное, а не всегда только ложь).
Практическое («бытовое») значение Закона Дунса Скота состоит в том, что указав на некоторые ложные предположения в рассуждениях собеседника, мы не можем уверенно утверждать то, что его выводы заведомо неверны, поскольку, исходя из лжи, можно логически безупречно доказать что угодно, в том числе и «Истинность» ложного утверждения. Пример: «поскольку раньше все рыбы были птицами (это ложное высказывание), некоторые рыбы умеют летать (приобретающее значение „Истина“ при логическом доказательстве, ибо действительно есть летающие рыбы)».
Закон был впервые сформулирован в трудах Дунса Скота, но был назван в честь него американским логиком и философом Кларенсом Ирвингом Льюисом. Он установил, что закон Дунса Скота аксиоматичен, то есть его нельзя ни доказать, ни опровергнуть, исходя из других законов классической логики. Льюис разрешил возникающую неоднозначность лишь искусственным путём, сформулировав понятие «строгой импликации» (из лжи не может следовать истина, но только ложь).

## Место философии Д. Скота

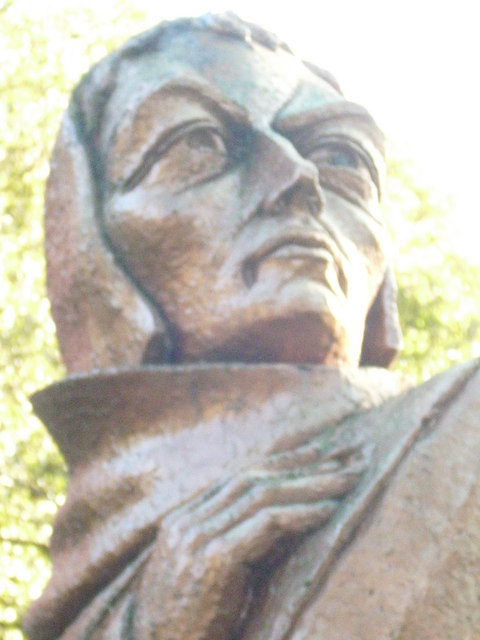
Памятник Иоанну Дунсу Скоту в Дунсе

Учение Д. Скота выходит за рамки Высокой схоластики и знаменует собой переход к философии Поздней схоластики, имеющей уже много общего с Возрождением. Сюда относятся:
1. его разумный эмпиризм, не дозволяющий выводить конкретную действительность из общих принципов;
2. его несогласие со средневековым принципом «philosophia theologiae ancilla»[10];
3. его концептуальное понимание субстанции вообще и духовных сущностей в особенности;
4. его представление о мире как имманентно развивающемся целом;
5. признание самостоятельности и безусловного значения за индивидуальным бытием;
6. наконец, его философски проведённое францисканское убеждение в том, что истинная жизнь не сводится к мышлению ума и что любовь выше созерцания.

Вместе с тем, иррационалистическая и волюнтаристическая окраска учения «утончённого доктора» незамедлительно поставила его под удар томизма: насколько безусловная самопричинность человеческой воли совместима с таковой же причинностью воли Божией? не противоречит ли нравственное безразличие и безусловный произвол, приписанные Богу, понятию Божества как верховного Разума и совершенной Любви? не разрушает ли принцип чистого произвола как со стороны человеческой, так и со стороны Божией всякое понятие о целесообразном мировом строе и о генетическом естественном развитии вселенной?
Блаженный Августин вполне пессимистическим образом оценивал человеческую волю, считая за благо то, что её роль маловажна по сравнению с Божественным Провидением. Здесь Дунс Скотт явно ближе к «пессимисту» Августину, нежели чем к «оптимисту» Фоме Аквинскому. По сравнению с главенствующим над разумом «волюнтаризмом» Д.Скотта (который неизвестно к чему приведёт), томизм весьма оптимистично смотрит на человеческую волю — по сути как на неповреждённый грехопадением инструмент, естественным образом влекущий человека к высшему Благу, действующий в подчинённом согласии с рационально, в духе Аристотеля устроенным разумом.
«Градус» свободы воли Дунс Скотт повышает одновременно с ростом степени ответственности: индивидуальность в рамках его учения не выводится, как у его предшественников, из общих универсалий путём уходящего к горизонтам мышления добавления к ним списка акциденций — но сразу постулируется как «этость», созданная непосредственно самим Богом. Бог Дунса Скотта спускается с высот платоновских эйдосов-универсалий и творит каждого человека персонально как свободную личность, отдельно отвечающую перед Ним за дар свободы.
Логичным продолжателем начатого Д.Скоттом философского тренда «этости» является Уильям Оккам, по сути отказавшийся от универсалий вообще. Скотт и Оккам отказались от надежд и попыток гармонично согласовать Платона и Аристотеля с теологией, что постепенно привело к перелому — окончанию периода Высокой схоластики.

## Ученики и последователи (скотисты)
- Johannes a Landuno (сближавший мнения своего учителя с идеями Аверроэса);
- Франциск Майронский (Franciscus de Mayronis, doctor illuminatus, или magister acutus abstractionum);
- Антонио Андреас (Antonius Andreae, doctor dulcifluus);
- Альфред Гонтери (Anfredus Gonteri, doctor drovidus);
- Иоанн Бассольский (Johannes Bassolius, 1275—1333, doctor ordinatissimus);
- Уолтер Бурлей (Walter Berlaeus / Burleigh, 1275—1343, doctor planus et perspicuus);
- Уолтер Четтон (Walter Chatton, 1290—1343);
- Николай де Лира (doctor planus et utilis);
- Пётр Ауреоли (Petrus Aureoli, doctor facundus);
- Пётр де Аквила (Petus de Aquila, 1275—1361, doctor ornatissimus);
- Иоанн Каноник (Франциск Марбр);
- Николай Бонет (Nicolaus Bonetus, 1280—1343, doctor pacificus);
- Пётр Фомы (Petrus Thomae, doctor strenuus, invincibilis, proficuus, et serenus);
- Антонио де Битонто (Antonius de Bitonto / Antonius Bitontinus, 1385—1465);
- Антоний Сирект (Antonius Sirectus, ум. 1490);
- Антонио Тромбетта (Antonius Trombetta Patavinus, 1436—1517);
- Мауриций де Порту (Mauritius de Portu 1463—1513);
- Филиппо Фабри (Filippo Fabri, 1564—1630);
- Франциск Лихет (Franciscus Lychetus, 1450—1520);
- Аод Мак Катмхаойл / Хуго Кавеллус (Aodh Mac Cathmhaoil / Hugo Cavellus, 1571—1626);
- Энтони Хикки (Antonius Hiquaeus, 1586—1641)
- Лука Ваддинг (Lucas Waddingus, 1588—1657);
- Джон Панч (Ioannes Poncius, 1603—1661)
- Бартоломео Мастри (Bartholomaus Mastri da Meldola, 1602—1673);
- Иероним де Монтефортино (Hieronymus de Montefortino, 1662—1738).

Можно вспомнить Яна из Стобниц, учёного, первого польского географа, пропагандировавшего идеи Скота в Краковском университете и француза Мартена Мериссэ.

## Сочинения
За свою непродолжительную жизнь написал очень много; полное собрание его сочинений (издание Луки Ваддинга, Лион, 1639 г.) заключает в себе 12 томов in folio. Главные его сочинения — комментарии на Аристотеля, Порфирия и в особенности на Петра Ломбардского.

## Переводы сочинений на русский язык
- Какие угодно вопросы. Вопрос V. Есть ли отношение происхождения [в божественном] формально бесконечное. Перевод В. Л. Иванова // «ΕΙΝΑΙ: Проблемы философии и теологии» № 1 (001), СПб, 2012.
- Блаженный Иоанн Дунс Скот. Трактат о первоначале / Перевод, вступительная статья и комментарии А. В. Апполонова. — М.: Издательство францисканцев, 2001. — 181 с.
- Блаженный Иоанн Дунс Скот. Избранное / Составление и общая редакция Г. Г. Майорова. — М., 2001. — 583 с.
- Иоанн Дунс Скот, ОМБ. Ординация I, дистинкция 3, часть 1, вопрос 1: Познаваем ли Бог природно интеллектом путника? / Перевод с комментарием В. Л. Иванова. // ESSE: Философские и теологические исследования. Том 3. № 1. 2018. С. 121—180.
- Иоанн Дунс Скот, ОМБ Тексты о формальной дистинкции. Lectura. Книга I, дистинкция 2, часть 2, вопрос 1: Coвозможно ли бытие множества Лиц с единством сущности? Ординация I. Дистинкция 2, часть 2, вопрос 1: Coвозможно ли бытие множества Лиц с единством сущности? Репортация I A. Дистинкция 33, вопрос 1: Является ли личное свойство в божественном сущностью? Репортация I A. Дистинкция 33, вопрос 2: Противоборствует ли простоте божественного Лица какая бы то ни было реальная дистинкция между конституирующими Лицо существенностями? // ESSE: Философские и теологические исследования. Том 1. № 2. 2016. С. 205—266.
- Иоанн Дунс Скот, ОМБ. «Вопросы о второй и третьей [книге] “О душе”. [Вопрос 21. Есть ли сущее первый объект нашего интеллекта?]». Перевод и комментарий В. Л. Иванова. Историко-философский ежегодник 37 (2022): 375—405.